# Дирехавсбаккен
Парк Дирехавсбаккен (или просто Баккен) считается старейшим в мире парком развлечений. Основан он в 1583 году недалеко от Копенгагена (Дания). Сначала это был просто рынок при Королевском парке оленей, на котором собирались торговцы и уличные артисты, чтобы заработать немного денег и развлечь публику. Со временем он стал любимым местом отдыха для местных жителей и здесь установили первые аттракционы. Баккен не прекращает свою работу и по сей день, причем его особенностью является то, что владельцы парка постарались сохранить дух Дании 16 века, оформив аттракционы под старину. 
Сейчас в парке Баккен свыше 100 аттракционов, которые пользуются популярностью как среди детей, так и среди взрослых.